# Mongolia na Letniej Uniwersjadzie 2007
Mongolię na Letniej Uniwersjadzie w Bangkoku reprezentowało 16 zawodników. Mongolczycy zdobyli jeden złoty i jeden srebrny medal.

## Medale

### Złoto
- Mönchbaataryn Bundmaa – judo, kategoria poniżej 52 kg

### Srebro
- Cogbadrachyn Mönchdzul – strzelectwo, pistolet standardowy 25 metrów